# حصار الكرك (1834)
حصار الكرك هو حصار استمر 17 يومًا فرضه والي مصر إبراهيم باشا على بلدة الكرك شرق الأردن عام 1834. وكان فرض الحصار جزءًا من عملية ملاحقة قاسم الأحمد، زعيم ثورة الفلاحين في فلسطين، والذي كان قد فرّ من نابلس ليلجأ إلى الكرك.
على مدار خمسة أيام قامت القوات المصرية بنهب البلدة والريف، بالإضافة إلى قصف الحصون في الكرك بالبارود إلى أن تحولت البلدة إلى أنقاض. انتقم الكريكيون من الباشا وجيشه المصري عندما طُرد من سوريا، بعد ست سنوات من الحصار.

## الخلفية التاريخية
جاءت ثورة الفلاحين كتمرد على سياسات التجنيد والضرائب المصرية المفروضة على فلسطين. وعلى الرغم من أن صفوف المتمردين كانت في الغالب تتكون من الفلاحين المحليين، فقد شكل وجهاء المدن والقبائل البدوية أيضًا جزءًا لا يتجزأ من الثورة، والتي كانت رد فعل جماعي على التصفية التدريجية التي قامت بها مصر للحقوق والامتيازات غير الرسمية التي كانت تتمتع بها سابقًا مختلف فئات المجتمع في بلاد الشام تحت الحكم العثماني.
كجزء من سياسات التحديث التي اتبعاها محمد علي باشا، أصدر إبراهيم باشا، الحاكم المصري لبلاد الشام، أوامر بتجنيد خُمس المسلمين الذكور الذين هم في سن القتال. بتشجيع من الشيخ الريفي قاسم الأحمد، لم يلتزم وجهاء نابلس والخليل ومنطقة القدس-يافا بأوامر إبراهيم باشا بتجنيد الفلاحين المحليين ونزع سلاحهم وفرض ضرائب عليهم. وحذا وجهاء صفد حذوهم. حشد قاسم وغيره من قادة العشائر المحلية أقاربهم وأعلنوا عن ثورة ضد السلطات في أيار 1834، وفرضوا سيطرتهم على عدد من البلدات. بينما كان جوهر القتال في المناطق الجبلية الوسطى لفلسطين والتي تتكون من السامرة ويهودا، امتدت الثورة أيضًا إلى الجليل وغزة وأجزاء من شرق الأردن. سيطر الثوار على القدس لفترة وجيزة وقاموا بنهبها. لم يستطع الثوار مواجهة القوة النارية المتفوقة والتنظيم الذي تمتعت به قوات إبراهيم باشا، فهزموا في جبل نابلس والقدس والسهل الساحلي قبل هزيمتهم النهائية في الخليل، والتي تم تسويتها لاحقًا. بعد ذلك، طاردت قوات إبراهيم باشا قاسم وألقت القبض عليه في الكرك، والتي كانت تحت الحصار مدة 17 يومًا.

## الحصار
فر قاسم الأحمد، قائد الثورة، وإبنيه يوسف ومحمد وعيسى البرقاوي من الخليل أثناء القتال واتجهوا شرقاً مرورًا بـنهر الأردن. وقد تم إيواؤهم في الكرك من قبل عشيرة بدوية تابعة لاتحاد عنزة القبلي. وطاردتهم قوات إبراهيم باشا وصولًا إلى الكرك مما أدى إلى فرض حصار عليها لمدة 17 يومًا. وبعد أن فجرت قوات إبراهيم باشا أسوار البلدة في أواخر أغسطس، عملت على تدمير البلدة بالإضافة إلى تهجير سكان الريف كعقاب لاستضافتهم قاسم الأحمد. وخوفًا من المزيد من الانتقام من قبل إبراهيم باشا، قام رئيس عشيرة عنيزة، الدويخي السامر، بتسليم قادة الثوار إلى المصريين.

## الآثار
نهبت قوات إبراهيم باشا القرى التي مرت بها أثناء توجهها شمالاً إلى السلط. وبعد أن ألقي القبض على قاسم، قامت القوات بإعدام "أرساب الكحول" أحد مساعدي قاسم علنًا في دمشق. وأُعدم أبناء قاسم (يوسف ومحمد) في عكا. بينما نُفي ولديه الأصغر عثمان وأحمد إلى القاهرة. كما أعدم إبراهيم باشا العديد من الشيوخ الثائرين في دمشق، بما في ذلك عيسى العمر من دورا، وعلي رباح وعبد الجابر البرغوثي من دير غسانة، ويوسف سلامة من صلوح، إسماعيل بن سمحان من رأس كركر وإسماعيل المجالي من الكرك، وسُجن شيوخ آخرين في عكا.

## الانتقام
خلال إنسحاب إبراهيم باشا من سوريا، بعد ست سنوات من حصارها، تمكن أهل الكرك من الانتقام من الباشا وجيشه. وبعد أن طُرد الباشا وقواته من دمشق سنة 1840، هاجمه الكركيون على طول الطريق الملوكي من القطرانة إلى غزة. وبوصول الباشا إلى غزة كان جيشه قد فقد معظم أفراده وذخائره ودوابه.